# Glaciațiunea Vistula

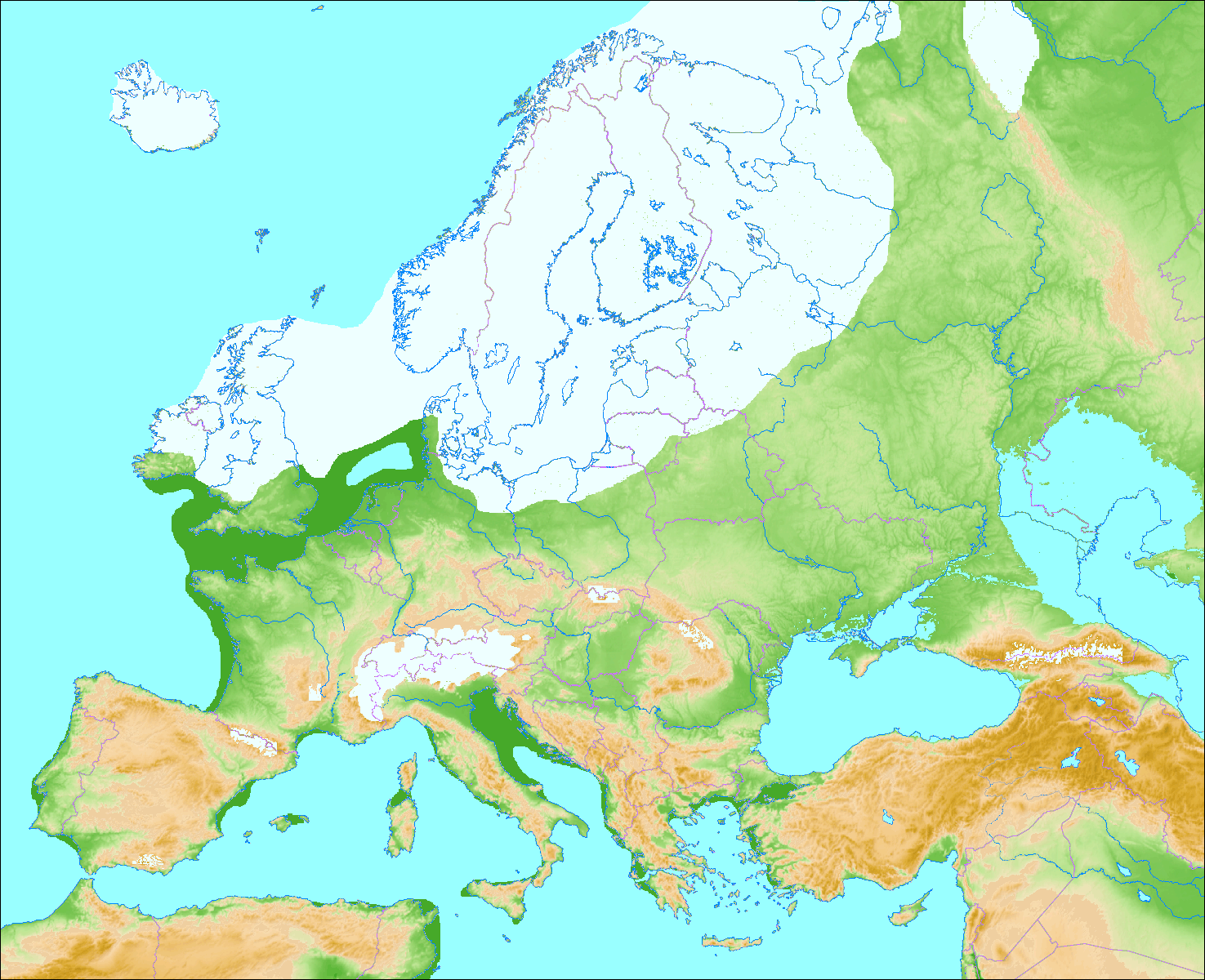
Europa în perioadele glaciare Vistula și Würm

Glaciația Vistula a fost ultima perioadă glaciară și glaciația asociată acesteia în părțile de nord ale Europei. În regiunea alpină corespunde glaciației Würm. Era caracterizată prin prezența unei mari calote de gheață (calota glaciară fenoscandinavă) care a pornit din Munții Scandinavi și se întindea până la coasta de est a Schleswig-Holstein, nordul Poloniei și nord-vestul Rusiei. Această glaciație este cunoscută și ca epoca glaciară weichseliană (germană Weichsel-Eiszeit), glaciația vistuliană, Weichsel sau, mai rar, complexul weichselian (Weichsel-Komplex).
În nordul Europei a fost ultima dintre perioadele glaciare din epoca glaciară din pleistocen. Perioada caldă anterioară în această regiune a fost interglaciarul eemian. Ultima perioadă glaciară a început cu aproximativ 115.000 de ani în urmă și s-a încheiat acum 11.700 de ani. Sfârșitul său corespunde cu sfârșitul epocii pleistocenului și începutul holocenului. Geologul german Konrad Keilhack (1858–1944) a numit-o după fluviul Vistula (poloneză Wisła) din Polonia.
În alte regiuni ultimei perioade glaciare din pleistocen i se dă un nume local. În regiunea alpină este glaciația Würm, în Marea Britanie glaciația devensiană, în Irlanda glaciația midlandiană, în Rusia glaciația Valdai și în America de Nord glaciația Wisconsin.

## Desfășurarea glaciației

### Vistula timpurie și mijlocie
Calota de gheață fennoscandiană a glaciației Vistula a pornit cel mai probabil din câmpurile mici de gheață și calotele glaciare din Munții Scandinaviei. Glacierea inițială a Munților Scandinaviei ar fi fost făcută posibilă de umiditatea venită din Oceanul Atlantic și de altitudinea mare a munților. Poate că cei mai buni analogi moderni ai acestei glaciații timpurii sunt câmpurile de gheață din Patagonia andină. Deoarece apropierea de Atlanticul de Nord temperat împiedică de obicei extinderea gheții în Scandinavia, se crede că sunt necesare schimbări în Atlanticul de Nord pentru debutul glacierii în Scandinavia. Înghețarea și glacierea Arhipelagului Arctic canadian ar fi putut cauza acest lucru, determinând ca apa „relativ mai dulce” din Arctica și Pacificul de Nord să curgă la est de Groenlanda, perturbând convecția apelor adânci din Atlanticul de Nord. Potrivit acestui punct de vedere, orice închidere a strâmtorii Bering care blochează pătrunderea apei din Pacificul de Nord în Oceanul Arctic ar fi frânat crearea calotei de gheață scandinave.
Jan Mangerud presupune că unele părți ale coastei norvegiene au fost probabil libere de ghețari în cea mai mare parte a glaciației Vistula înainte de Ultimul Maxim Glaciar.
Între 38 și 28 ka î.p. a fost o perioadă relativ caldă în Fenoscandia numită interstadialul Ålesund. Interstadialul își trage numele de la municipalitatea Ålesund din Norvegia, unde existența sa a fost stabilită pentru prima dată pe baza scoicilor locale fosile.

### Ultimul Maxim Glaciar

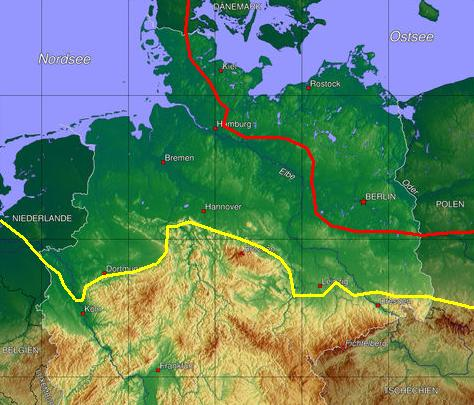
Cu roșu limita glaciațiunii Vistula, cu galben limita glaciațiunii precedente Saale. Liniile de coastă sunt moderne; coastele în timpul glaciațiunii Vistula erau diferite, deoarece nivelul mării era mai scăzut.

Creșterea calotei glaciare până la punctul din Ultimul Maxim Glaciar a început după interstadialul Ålesund.
La circa 26 ka î.p., calota glaciară fenoscandinavă a ajuns la versantul platformei continentale central-norvegiene. Extinderea calotei glaciare era însoțită de migrarea spre est a cumpenii gheții din Munții Scandinavi spre est în Suedia și Marea Baltică. Pe măsură ce calotele glaciare din nordul Europei s-au extins înainte de Ultimul Maxim Glaciar, calota glaciară fenoscandinavă s-a unit la 24 ka î.p. (kiloani sau mii de ani înainte de prezent) cu calota glaciară care creștea în Marea Barents și cu calota glaciară din Insulele Britanice la aproximativ o mie de ani mai târziu. În acest moment, calota glaciară fenoscandinavă făcea parte dintr-un complex mai mare de calote glaciare eurasiatice - o masă de gheață glaciară continuă care se întindea din Irlanda până în Novaia Zemlea.
Părțile centrale ale calotei glaciare vistuliene aveau condiții de îngheț permanent în perioadele de maximă întindere. Aceasta înseamnă că în zone precum nord-estul Suediei și nordul Finlandei formele de relief și depozitele preexistente au scăpat de eroziunea ghețarilor și sunt deosebit de bine conservate în prezent. De asemenea, în perioadele de maximă întindere, calota glaciară se termina spre est într-un teren ușor în sus, ceea ce însemna că râurile curgeau spre ghețar, unde s-au format mari lacuri proglaciare.
Ultimul Maxim Glaciar a fost atins pentru prima dată la 22 ka î.p. la limita de sud a calotei glaciare în Danemarca, Germania și vestul Poloniei. În estul Poloniei, Lituania, Belarus și regiunea Pskov din Rusia, calota a atins întinderea maximă la aproximativ 19 ka î.p. În restul nord-vestului Rusiei, cel mai mare avans al ghețarului a avut loc la 17 ka î.p.

### Deglaciația până înDryasul Recent
După ce ghețarul a început să se retragă la 22–17 ka î.p. Danemarca (cu excepția Bornholmului), Germania, Polonia și Belarus nu mai erau acoperite de gheață spre 16 ka î.p. Margina ghețarului s-a retras apoi până în Dryasul Recent când calota glaciară s-a stabilizat. Până în acest moment, majoritatea Götalandului, Gotlandului, toate statele baltice și coasta de sud-est a Finlandei s-au alăturat regiunilor fără gheață. În Rusia, lacul Ladoga, lacul Onega, cea mai mare parte a peninsulei Kola și Mării Albe nu erau acoperite de gheață în timpul Dryasului Recent. Înainte de Dryasul Recent, deglaciația nu era uniformă și au avut loc mici re-avansuri ale calotei glaciare, formând o serie de sisteme de morene frontale, precum cele din Götaland.
În timpul deglaciației, apa de topire a format numeroși eskeri și sanduri. În Smålandul central-nordic și în sudul Östergötlandului, o parte a apei de topire a fost dirijată printr-o serie de canioane.
Se speculează că în timpul Dryasului Recent, o mică revenire a ghețarului în Suedia a creat un sistem de ecluze naturale care a adus taxoni de apă dulce, cum ar fi Mysis și Salvelinus, în lacuri precum Sommen, care nu au fost niciodată conectate la Lacul Baltic Glaciar. Supraviețuirea acestor taxoni de apă rece în zilele noastre înseamnă că sunt relicte glaciare.

### Deglaciația finală
Când retragerea ghețarului a reînceput, calota glaciară s-a redus tot mai mult pe Munții Scandinavi (a părăsit Rusia la 10,6 ka î.p. și Finlanda la 10,1 ka î.p.). Retragerea ulterioară a gheții a făcut ca calota glaciară să rămână în două zone din Munții Scandinavi, una în sudul Norvegiei și alta în nordul Suediei și Norvegiei. Aceste două centre au fost legate o vreme. Legătura a constituit o barieră majoră pentru râuri care au format diverse lacuri mari și efemere. La aproximativ 10,1 ka î.p., legătura s-a topit și la fel și mica calotă din sudul Norvegiei aproximativ o mie de ani mai târziu. Calota nordică a rezistat cu câteva sute de ani mai mult, astfel încât, la 9,7 ka î.p., estul Munților Sarek găzduia ultima rămășiță a calotei glaciare fenoscandinave. Retragerea calotei în Munții Scandinavi nu a fost o întoarcere la glaciația din trecut centrată pe munți din care a crescut calota glaciară; era diferită prin faptul că cumpăna gheții a rămas în urmă pe măsură ce masa de gheață s-a concentrat în vest.
Nu se știe dacă calota s-a dezintegrat în bucăți înainte de a dispărea sau dacă s-a micșorat, menținându-și coerența ca o singură masă de gheață. Este posibil ca, în timp ce o parte a gheții a rămas la est de Munții Sarek, părți ale calotei să fi supraviețuit temporar în munții înalți. Rămășițele de la est de Munții Sarek au format diverse lacuri cu baraj de gheață efemere, care au provocat numeroase inundații pe râurile din nordul extrem al Suediei, când barajele de gheață s-au topit.

### Ridicare izostatică

Harta Mării Littorina în jurul a 7000 de ani î.p. Rețineți suprafața redusă a Finlandei din cauza nivelului mai ridicat al mării.

Ajustarea izostatică adusă de deglaciație se reflectă în deplasarea liniei țărmului la Marea Baltică și la alte corpuri de apă din apropiere. La Marea Baltică ridicarea a fost cea mai mare pe Coasta Înaltă din vestul Mării Botniei. În cadrul Coastei Înalte, linia de țărm relictă la 286 m în Skuleberget este în prezent cel mai înalt punct cunoscut de pe Pământ care a fost ridicat de reculul izostatic postglaciar. La nord de Coasta Înaltă, la Furuögrund, în largul coastei Skellefteå, se află zona cu cele mai mari rate de ridicare în prezent, cu valori de aproximativ 9 mm/an. Se crede că revenirea post-glaciară în curs va duce la divizarea Golfului Botnia într-un golf sudic și un lac nordic la Norra Kvarken după aproximativ 2.000 de ani. Reculul izostatic a expus un văile de fractură submarine precum arhipelagul Stockholm.
De la deglaciație rata de revenire post-glaciară în Golful Kandalakșa a variat. De când Marea Albă s-a unit cu oceanul, ridicarea de-a lungul coastei de sud a golfului a însumat 90 m. În intervalul de 9.500–5.000 ka î.p., rata de ridicare a fost de 9–13 mm/an. Înainte de perioada atlantică rata de ridicare a scăzut la 5–5,5 mm/an, pentru a crește apoi pentru scurt timp înainte de a ajunge la rata actuală de tidicare de 4 mm/an.
Se crede că ridicarea deasupra nivelului mării a dus la declanșarea unei serii de alunecări de teren în vestul Suediei, deoarece presiunea din pori a crescut atunci când zona de reîncărcare a apelor subterane a ajuns deasupra nivelului mării.